# Mali
O Mali ou Máli, oficialmente República do Mali, (em bambara, Mali ka Fasojamana) é um país africano sem saída para o mar na África Ocidental. O Mali é o sétimo maior país da África. Limita-se com sete países, a norte pela Argélia, a leste pelo Níger, a oeste pela Mauritânia e Senegal e ao sul pela Costa do Marfim, Guiné e Burquina Fasso. O Mali tem uma área de 1 240 000 km² e a sua população é estimada em cerca de 24,5 milhões de habitantes. A capital do país é Bamaco.
Formado por Oito regiões. o Mali tem fronteiras ao norte, no meio ao Deserto do Saara, enquanto a região sul, onde vive a maioria de seus habitantes, está próximo aos rios Níger e Senegal. Alguns dos recursos naturais no Mali são o ouro, o urânio e o sal.
O atual território do Mali foi sede de três impérios da África Ocidental,que controlava o comércio transaariano: o Império do Gana, o Império do Mali (que deu o nome de Mali ao país), e o Império Songai. No final do século XIX, o Mali ficou sob o controle da França, tornando-se parte do Sudão Francês. Em 1960, conquistou a independência, juntamente com o Senegal, tornando-se a Federação Mali. Um ano mais tarde, a Federação do Mali se dividiu em dois países: Mali e Senegal. Depois de um tempo em que havia apenas um partido político, um golpe em 1991 levou à escritura de uma nova Constituição e à criação do Mali como uma nação democrática, com um sistema pluripartidário. Quase a metade de sua população vive abaixo da linha de pobreza, com menos de 1 dólar por dia.

## Etimologia
O nome Mali deriva do nome do Império do Mali. O nome significa "o lugar onde o rei mora" e carrega uma conotação de força.
O escritor guineense Djibril Niane sugere, em sua obra Sundiata: An Epic of Old Mali (1965), que não é impossível que Mali tenha sido o nome dado a uma das capitais dos imperadores. O viajante marroquino do século XIV, Ibn Battuta, relatou que a capital do Império do Mali se chamava Mali. Uma tradição Mandinka conta que o lendário primeiro imperador Sundiata Keita se transformou em um hipopótamo após sua morte no rio Sankaranie, sendo possível encontrar aldeias na área deste rio denominadas "velho Mali", possuindo Mali em seus nomes. Um estudo de provérbios do Mali observou que, no antigo Mali, havia uma aldeia chamada Malikoma, que significa "Novo Mali", e que Mali poderia ter sido anteriormente o nome de uma cidade.
Outra teoria sugere que Mali é uma pronúncia Fulani do nome dos povos Mande. É sugerido que uma mudança de som levou à alteração.

## História
O território do atual Mali foi sede de grandes impérios da África Ocidental, que controlavam o comércio de sal, ouro, matérias prima, além de prata e bronze. Estes reinos careciam tanto de fronteiras geopolíticas quanto de identidades étnicas. Um destes grandes impérios foi o Império do Gana, fundada pelos soninquês, que falavam mandê. O reino se expandiu por toda África Ocidental desde o século VIII até 1078, quando foi conquistado pelos almorávidas.

A extensão do Império do Mali

O Império do Mali se formou na parte superior do Rio Níger e chegou à sua força máxima em meados do século XIV. Sob o reinado do Império do Mali, as antigas cidades de Djené e Tombuctu foram importantes centros de comércio e de aprendizagem islâmica. O reino entrou em declínio e, posteriormente, foi resultado de conflitos internos, e até ser substituído pelo Império Songai. O povo songai é originário do noroeste da atual Nigéria, cujo império tinha sido há muito tempo uma potência na África Ocidental sob o controle do Império de Mali.
No final do século XIV, o Império Songai ganhou a independência do Império do Mali gradualmente, abrangendo a extremidade oriental deste império. Sua queda foi resultado de uma invasão berbere em 1591, marcando o fim do papel regional da encruzilhada comercial. Após o estabelecimento de rotas marítimas pelas potências europeias, a rotas comerciais transaarianas perderam sua importância.
Na era colonial, Mali ficou sob o controle francês no fim do século XIX. Em 1905, toda a sua área estava sob controle da França, fazendo parte do Sudão Francês. No início de 1959, o Mali e o Senegal se uniram, formando a Federação do Mali, que conquistou a sua independência em 20 de agosto de 1960. A retirada da federação senegalesa permitiu que a ex-república sudanesa formasse a nação independente do Mali em 22 de setembro de 1960. Modibo Keita, que foi primeiro-ministro da Federação do Mali até sua dissolução, foi eleito o primeiro presidente. Keita estabeleceu o unipartidarismo, adotando, por sua vez, uma orientação africana independente e socialista de fortes laços com a União Soviética e realizou uma grande nacionalização dos recursos econômicos.

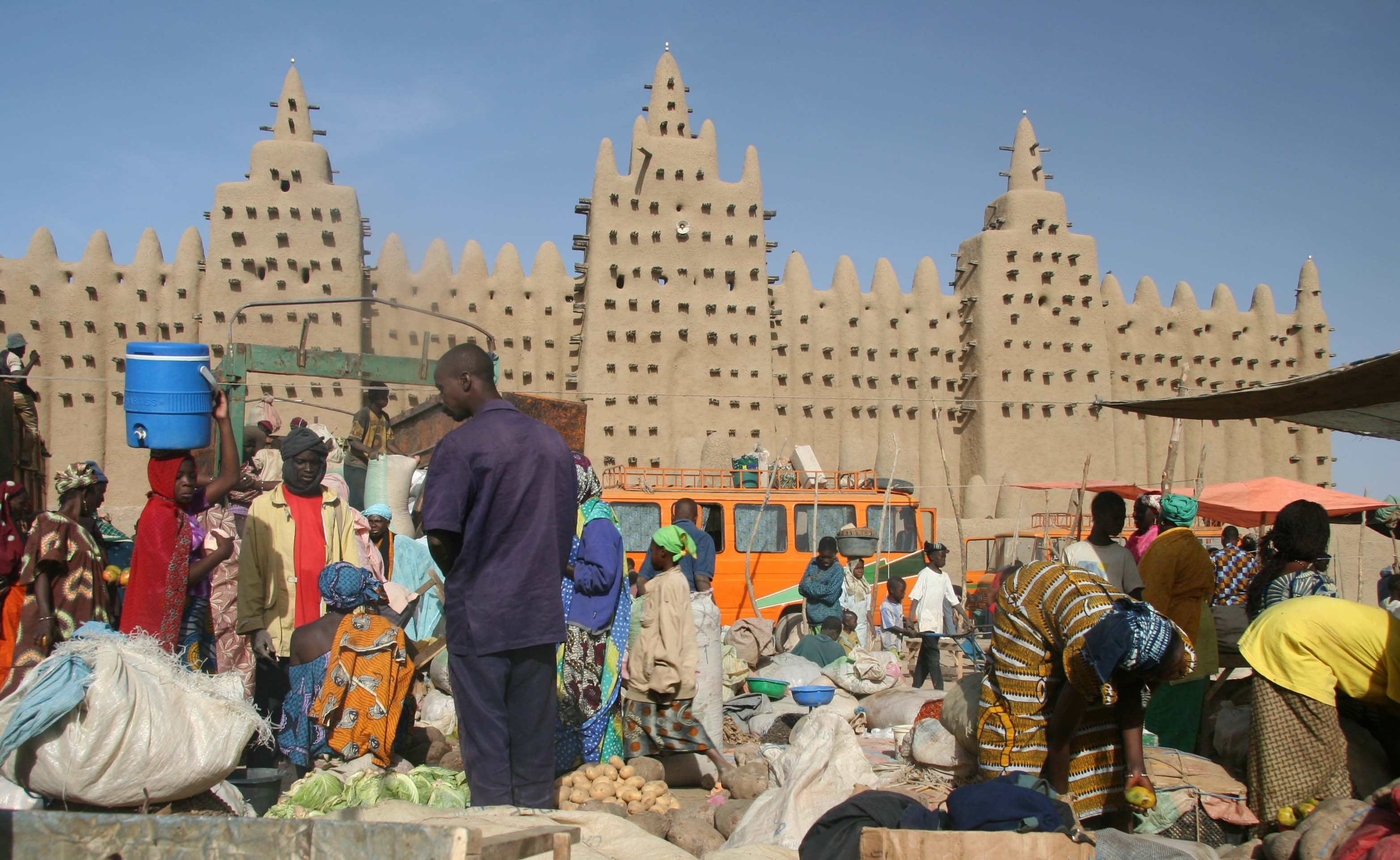
Antiga cidade de Djenné, declarada Patrimônio da Humanidade pela Unesco

Em 1968, como resultado de um crescente declínio econômico, o mandato de Keita foi derrubado por um golpe militar liderado por Moussa Traoré. O regime militar subsequente, de Traoré como presidente, teve a função de fazer reformas econômicas. Apesar disso, seus esforços foram frustrados pela instabilidade política e uma devastadora seca que ocorreu entre 1968 e 1974. O regime Traoré enfrentou distúrbios estudantis que começaram no final dos anos 70, como também ocorreram três tentativas de golpe de estado. No entanto, as divergências foram suprimidas até o final da década de 1980.
O governo continuou a tentar implantar reformas econômicas, mas sua popularidade entre a população diminuiu cada vez mais. Em resposta à crescente demanda por uma democracia pluripartidária, Traoré consistiu uma liberalização política limitada, mas negou a marcar o início de um pleno sistema democrático. Em 1990, começaram a surgir novos movimentos de oposição coerentes, mas estes processos foram interrompidos pelo aumento da violência étnica no norte do país, devido ao retorno de muitos tuaregues ao país.
Novos protestos contra o governo ocorreram em 1991 levaram a mais um golpe de estado, seguido de um governo de transição e a realização de uma nova constituição. Em 1992, Alpha Oumar Konaré venceu as primeiras eleições presidenciais democráticas. Após sua reeleição em 1997, o presidente Konaré impulsionou reformas político-econômicas e lutou em combater a corrupção. Em 2002, foi substituído por Amadou Toumani Touré, general que liderou um outro golpe de estado contra os militares e impôs a democracia. O Mali vinha sendo um dos países mais estáveis de África no âmbito político e social. Entretanto, em 21 de março de 2012, um golpe militar derrubou o governo do presidente Touré. Em 2013, Ibrahim Boubacar Keïta venceu as eleições presidenciais daquele ano e assumiu a presidência até 18 de agosto de 2020, quando um outro golpe militar derrubou o governo de Keïta. Em setembro de 2020, a junta militar elegeu o presidente interino Bah N'daw no lugar de Keïta e governou o país até o dia 24 de maio de 2021, quando as tropas lideradas pelo chefe Assimi Goita derrubaram o governo de Bah e assumiram o poder de Mali até os dias atuais. Em 16 de maio de 2023, os governos militares de Mali, Burquina Fasso e Níger formam a aliança de defesa denominada Aliança de Estados do Sahel (AES), cujo objetivo é fortalecer as defesas dos três países em combate aos jihadistas ligados à Al-Qaeda e o Estado Islâmico.
Em 29 de janeiro de 2024, o Mali saiu da CEDEAO, junto com Burquina Fasso e Níger, devido a acusação dos três países de 'trair seus próprios fundadores' após o grupo aplicar sanções econômicas contra eles.

## Geografia

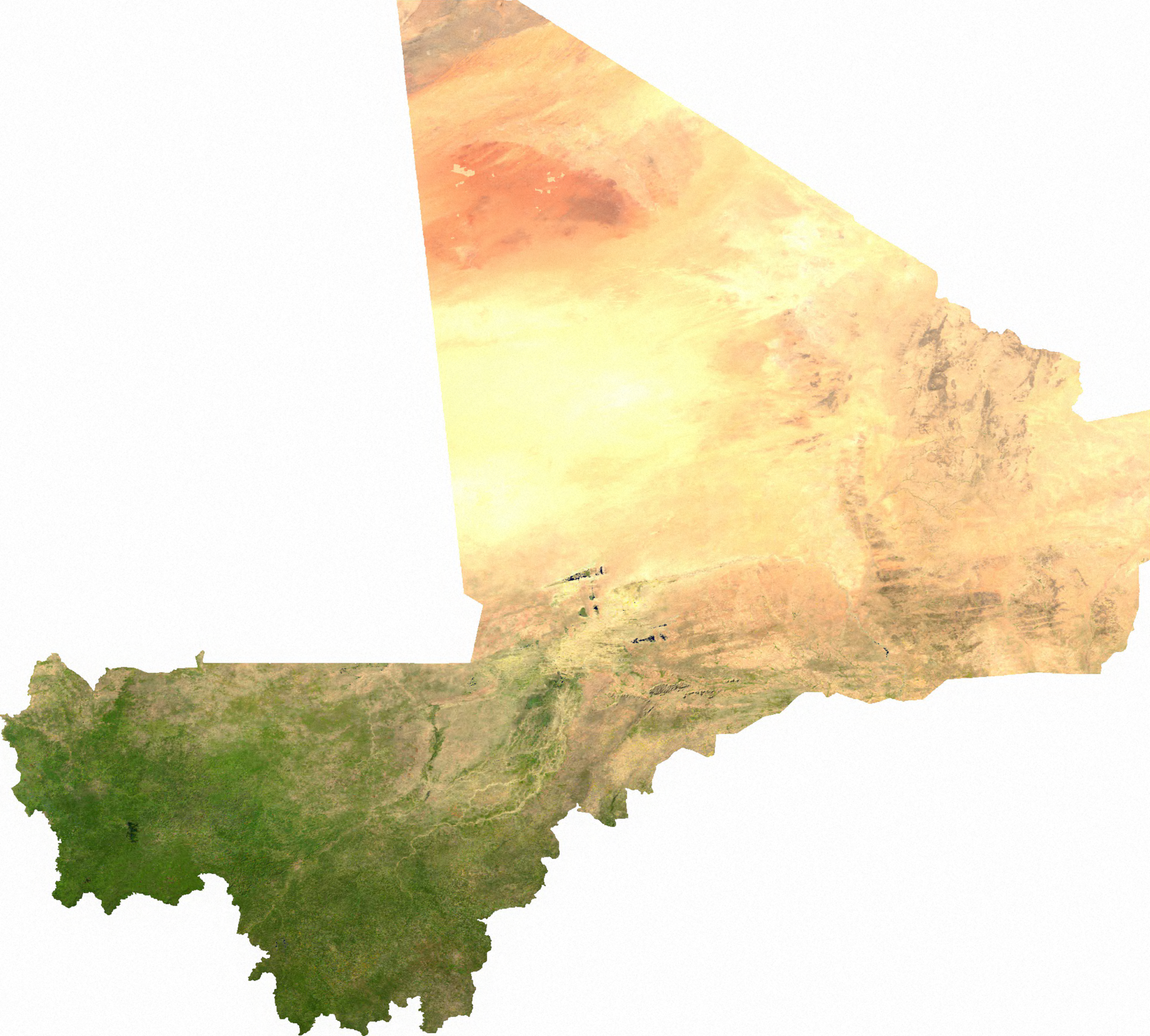
Imagem de satélite de Mali

O Mali é um país sem saída para o mar, situado na África Ocidental, a sudoeste da Argélia. Com uma área de 1 240 000 km2, é o 23.º maior país do mundo, com extensão semelhante à da África do Sul e de Angola. Possui 7 243 km de fronteiras com os sete países que limita. A maior parte do país integra o sul do Deserto do Saara, por isso o clima é quente, sendo comuns tempestades de poeira que se formam durante secas. O território do Mali é essencialmente plano, com algumas regiões montanhosas: o Adrar dos Ifogas está localizado no nordeste, e as maiores altitudes são as Montanhas Hombori, que ultrapassam a altitude de 1 000 metros a sudeste, e as Montanhas Bambuque a sudoeste.
Os recursos naturais do país são consideráveis: ouro, urânio, fosfato, caulim, sal e calcário são os recursos mais explorados. O Mali está a enfrentar problemas ambientais, como a desertificação, o desmatamento, a erosão do solo e a contaminação da água.

### Clima
O clima varia de subtropical a sul ao árido no norte. A maior parte do país sofre de problemas ambientais. A estação chuvosa vai do final de junho a dezembro. Durante este período de tempo, é comum ocorrerem inundações do rio Níger em parte da região.

## Demografia

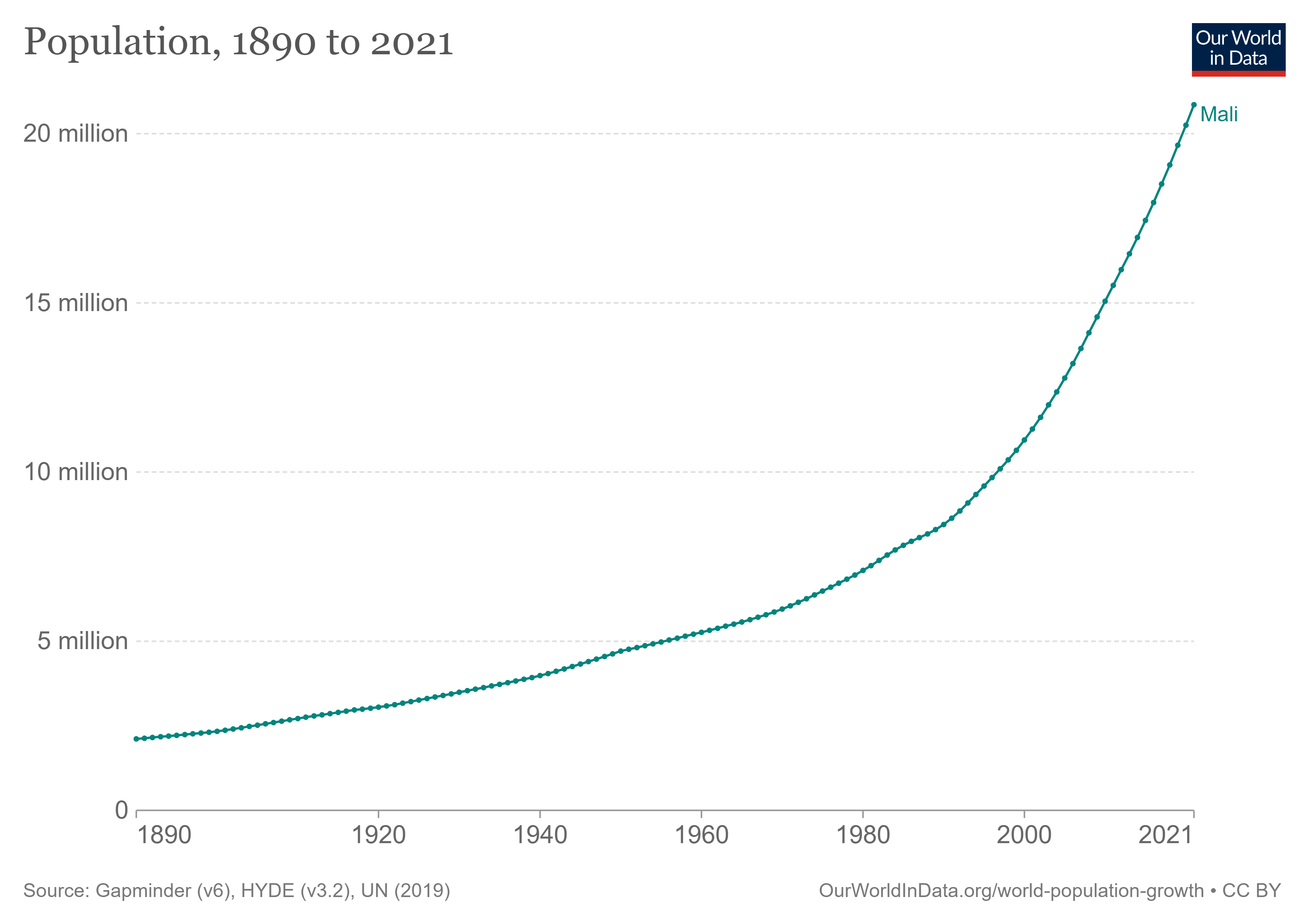
Evolução da população entre 1961 e 2021

Conforme dados do Instituto Nacional de Estatística do Mali (INSTAT), a população do país foi estimada em 22,3 milhões de habitantes em 2022. 30,4% da população vive na zona urbana, 69,6% na zona rural e 2% são nômades. Mais de 90% da população vive no sul, especialmente em Bamaco, que tem mais de 4 milhões de habitantes.
Em 2022, aproximadamente 47,2% da população de Mali era inferior a 15 anos, 32% entre 15 e 34, e os restantes 4,6% 60 anos ou mais. A idade mediana foi de 21,4 anos. A taxa de natalidade em 2021 foi de 47,8 nascimentos por 1 000 habitantes, e a taxa de fertilidade de 5,9 nascimentos por mulher em 2021. A taxa bruta de mortalidade em 2021 foi de 9,2 mortes por 1 000 habitantes. A expectativa de vida no nascimento é de 58,94 (60,33 para os homens e 57,6 para as mulheres). Mali tem uma das taxas de mortalidade infantil mais altas do mundo (97,9/mil nascidos vivos).

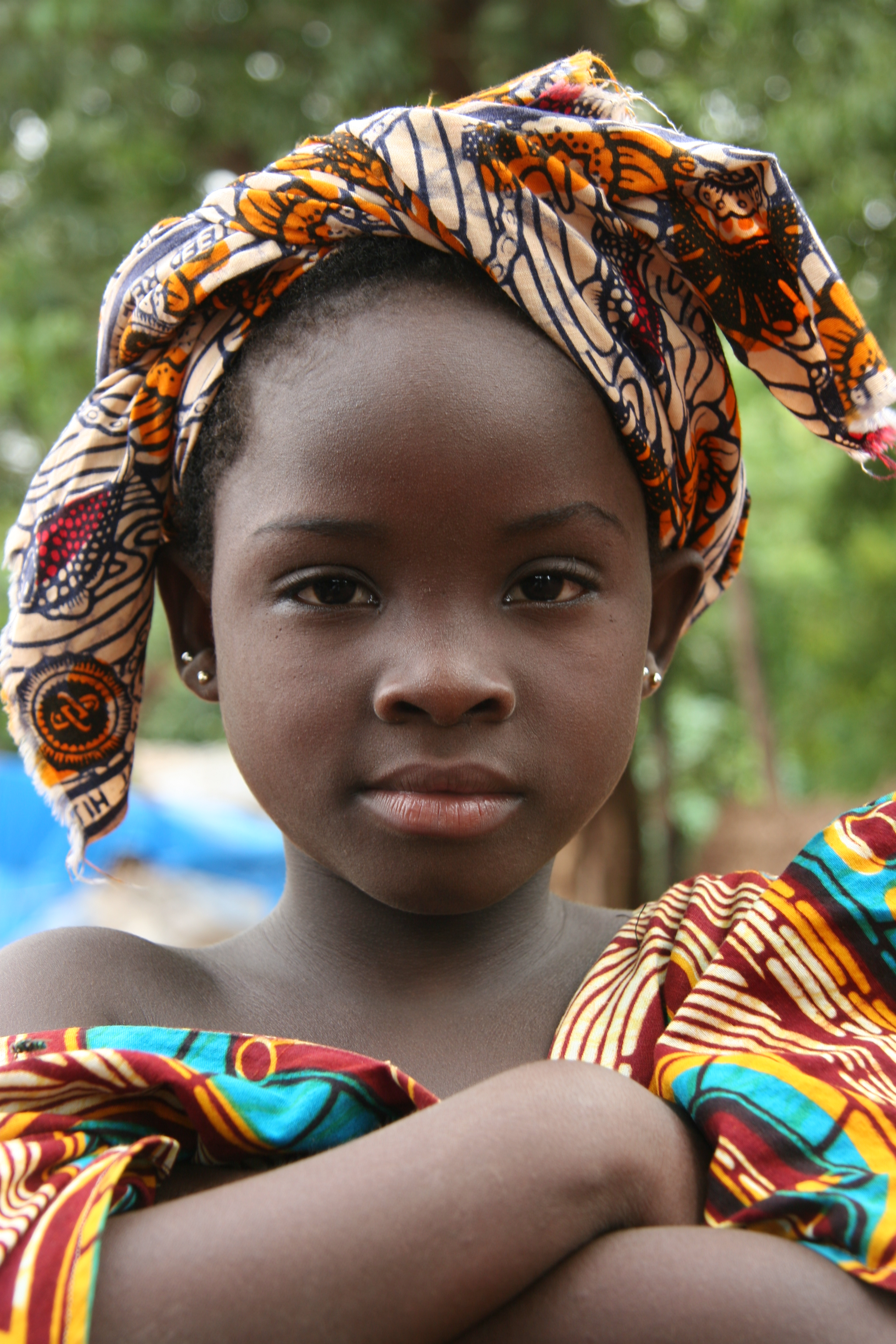
Uma menina bozo em Bamaco

A população do Mali abrange vários grupos étnicos subsaarianos. Os bambaras são de longe o maior grupo étnico único, constituindo 36,5% da população.[134]
Coletivamente, os bambaras, soninquês, cassonquês e mandingas (também chamados mandinca), todos parte do grupo mais amplo mandês, constituem 50% da população do Mali. Outros grupos significativos são os fulas (17%), voltaic (12%), songais (6%) e tuaregues e mouros (10%). No Mali, assim como no Níger, os mouros também são conhecidos como árabes de Azawagh, em homenagem à região de Azawagh no Saara. Eles falam principalmente o árabe hassani, que é uma das variedades regionais do árabe.
No extremo norte, há uma divisão entre as populações nômades tuaregues descendentes de berberes e os bellas ou tamaxeques, de pele mais escura, devido à expansão histórica da escravidão na região.
Estima-se que 800 mil pessoas no Mali são descendentes de escravos.[49] A escravidão no Mali persistiu por séculos. A população árabe manteve escravos até o século 20, quando a escravidão foi suprimida pelas autoridades francesas em meados do século 20. Ainda persistem certas relações de servidão hereditária, e de acordo com algumas estimativas, ainda hoje aproximadamente 200 mil malianos ainda são escravizados.
Alguns descendentes mistos de europeus/africanos muçulmanos de origem espanhola, francesa, irlandesa, italiana e portuguesa vivem no Mali, onde são conhecidos como o povo arma (0,4% da população do país).
| Ano | 1975  | 1980  | 1985  | 1990  | 1995  | 2000  | 2005  | 2006  | 2007  | 2021  | 2022  | 2023  |
| IDH | 0,252 | 0,279 | 0,292 | 0,312 | 0,346 | 0,386 | 0,380 | 0,391 | 0,371 | 0,428 | 0,410 | 0,419 |

### Línguas
Quando o Mali tornou-se independente em 1960, o francês foi declarado como a única língua oficial do país. Em janeiro de 2022, devido à deterioração das relações entre a junta militar que governa o Mali e o governo da França, o governo anunciou que tornaria o bambara a língua oficial do Mali. Já em junho de 2023, o francês foi abandonado como língua oficial e passou a ser somente uma língua de trabalho. Ao mesmo tempo, as treze línguas nacionais, nomeadamente árabe hassani, bambara, bobo, bozo, cassonquê, dogon, fula, maninca, minianca, senufo, songai, soninquê, tamaxeque, tornaram-se línguas oficiais. A língua franca do Mali é o bambara, no qual cerca de 80% da população pode se comunicar. Existem mais de quarenta outras línguas africanas faladas pelos vários grupos étnicos do país.
De acordo com o censo de 2009, as línguas nativas faladas no Mali eram bambara (51,5%), fula (8,3%), dogon (6,6%), soninquê (5,7%), songai (5,3%), maninca (5,2%), minianca (3,8%), tamaxeque (3,2%), senufo (2%), bobo (1,9%), tieyaxo bozo (1,6%), cassonquê (1,1%), moor (1%), dafing (0,4%), samogo (0,4%) ), árabe (hassani) (0,3%), outras línguas do Mali (0,5%) e outras línguas não africanas (0,2%); 0,7% não declarou sua primeira língua.

### Religião
Aproximadamente 90% dos malianos são islâmicos. 5% da população é cristã (dois terços católicos romanos e o resto de várias denominações protestantes), e os restantes 5% correspondem a crenças animistas tradicionais ou indígenas. O ateísmo e agnosticismo não são muito comuns entre os malianos, a maioria de quem pratica sua religião diariamente.

## Política e governo

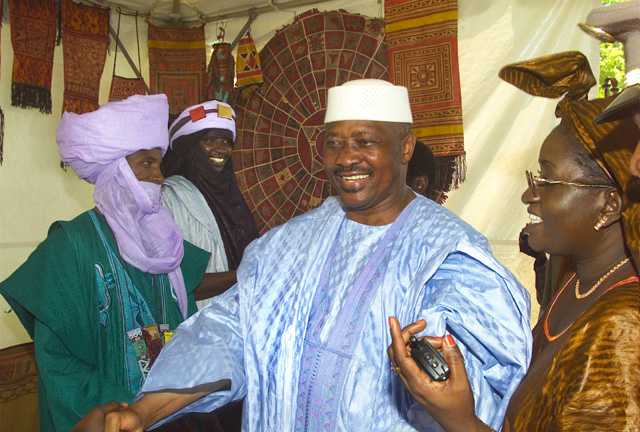
Amadou Toumani Touré, ex-presidente de Mali

O Mali é uma democracia constitucional regida pela constituição de 12 de janeiro de 1992, que foi revista em 1999. A constituição prevê a separação entre os poderes executivo, legislativo e judiciário. O sistema de governo pode ser descrito como "semipresidencialista".
O poder executivo é representado pelo presidente, que tem um prazo de 5 anos e está limitada a dois mandatos. O presidente é também o chefe de estado e o comandante. O primeiro-ministro é nomeado pelo presidente e atua como chefe de governo que, por sua vez, nomeia os membros do Conselho de Ministros. A Assembleia Nacional unicameral é o único órgão legislativo do Mali e é composta de deputados eleitos para um mandato de 5 anos. Após as eleições de 2007, a Aliança para a Democracia e Progresso ganhou 113 dos 160 assentos na assembleia. A assembleia tem duas sessões ordinárias por ano, durante os quais se discutem e votam as leis feitas por um membro ou pelo governo.
A Constituição maliana prevê a independência jurídica, mas o Poder Executivo exerce influência sobre o Judiciário sob o seu poder de nomear juízes e supervisionar tanto as funções judiciais como a sua aplicação em lei. Os tribunais do Mali de maior hierarquia são o Tribunal Supremo, que tem competências judiciais e administrativas, e um Tribunal Constitucional independente que proporciona controle jurisdicional de atos legislativos e serve como um árbitro eleitoral. Existem vários tribunais menores, ainda que os chefes de aldeia e anciãos são responsáveis por resolver os conflitos sobre a aldeia local.

### Relações exteriores e militar
A orientação política externa do Mali tornou-se cada vez mais pragmática e pró-ocidental ao longo do tempo. Como um país democrático a partir de 2002, as relações do Mali com o Ocidente em geral e com os Estados Unidos em particular, melhoraram significativamente. O Mali tem uma relação diplomática de longa data com a França, a antiga metrópole colonial. O país era ativo em organizações regionais, como a União Africana, até à sua suspensão durante o golpe de 2012. Mali apoia a resolução de conflitos regionais, como na Costa do Marfim, Libéria e Serra Leoa, o que é descrito como um dos principais objetivos da política externa do Mali. O governo maliano se sente ameaçado pelos conflitos em Estados fronteiriços, e as relações com os vizinhos são muitas vezes desconfortáveis. A insegurança ao longo das fronteiras do norte, incluindo o banditismo e o terrorismo, permanecem como questões preocupantes nas relações regionais.
As forças militares do Mali consistem em um exército, que inclui as forças terrestres e a força aérea, estando sob o controle do Ministério da Defesa e dos Veteranos do Mali. O país é membro da Organização das Nações Unidas.

## Subdivisões

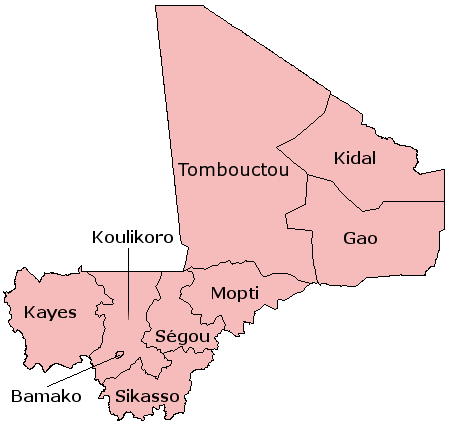
Subdivisões de Mali. Dentro da regição de Koulikoro, há o distrito de Bamaco, onde se localiza a capital

O Mali está dividido em 8 regiões e um distrito:
- Kayes
- Bamaco (Distrito da Capital)
- Gao
- Kidal
- Koulikoro
- Mopti
- Ségou
- Sikasso
- Tombuctu (ou Timbuctu)

As regiões estão subdivididas em 49 Cercles ou Circles (Círculos).

## Economia

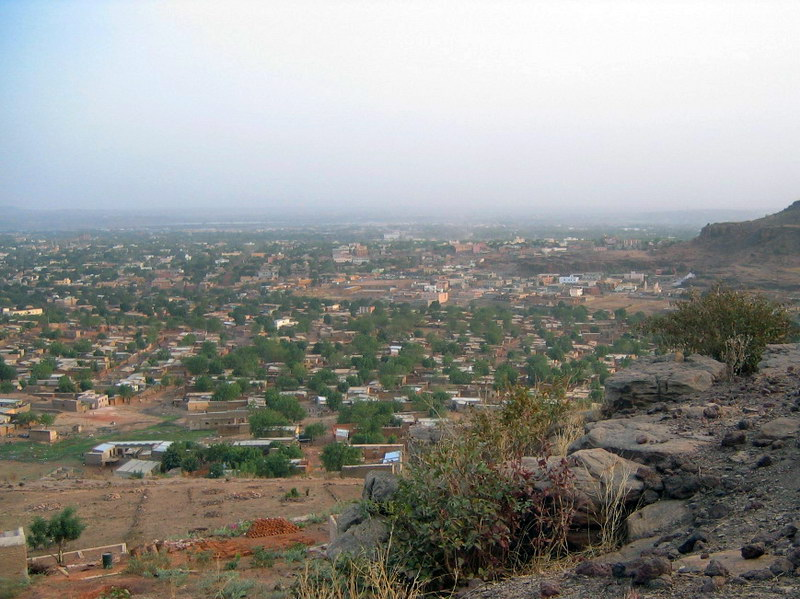
Bamaco, a capital do país

Principais produtos de exportação de Mali em 2019

O Mali é um dos países mais pobres do planeta. O salário médio anual é de 1 500 dólares. Entre 1992 e 1995, Mali implementou um programa de ajuste econômico que resultou no crescimento de sua economia e redução dos saldos negativos. O plano de aumento das condições socioeconômicas permitiu juntar Mali à Organização Mundial do Comércio em 31 de maio de 1995. O produto interno bruto (PIB) aumentou desde então. Em 2002, o PIB ascendeu a 3,4 bilhões de dólares, e aumentou para 5,8 bilhões em 2005, resultando em uma taxa de crescimento anual de 17,6%, aproximadamente.
Na agricultura, o país foi, em 2018, o 2º maior produtor do mundo de castanha de carité, o 8º maior produtor do mundo de castanha de caju e o 15º maior produtor do mundo de algodão e manga, além de ter grandes produções de milho, arroz, milhete, sorgo, entre outros produtos. Os produtos que geraram maior valor na exportação, em 2019, foram: algodão, gergelim, pasta de óleo vegetal, manga e castanha de caju. O algodão colhido é exportado do país e é exportado principalmente para o Senegal e Costa do Marfim. Durante 2002, 620 000 toneladas de algodão foram produzidos no país, mas os preços do cultivo diminuíram significativamente desde 2003. Na pecuária, o país produz cerca de 1 bilhão de litros de leite anuais, de diferentes animais (vaca, camela, cabra e ovelha). Em 2019, o país era o 16º maior produtor mundial de ouro. O ouro, o gado e a agricultura somam mais de 80% das exportações do Mali. 80% dos trabalhadores são empregados na agricultura, enquanto 15% trabalham no setor de serviços. No entanto, as variações sazonais deixaram sem emprego temporário os trabalhadores agrícolas.

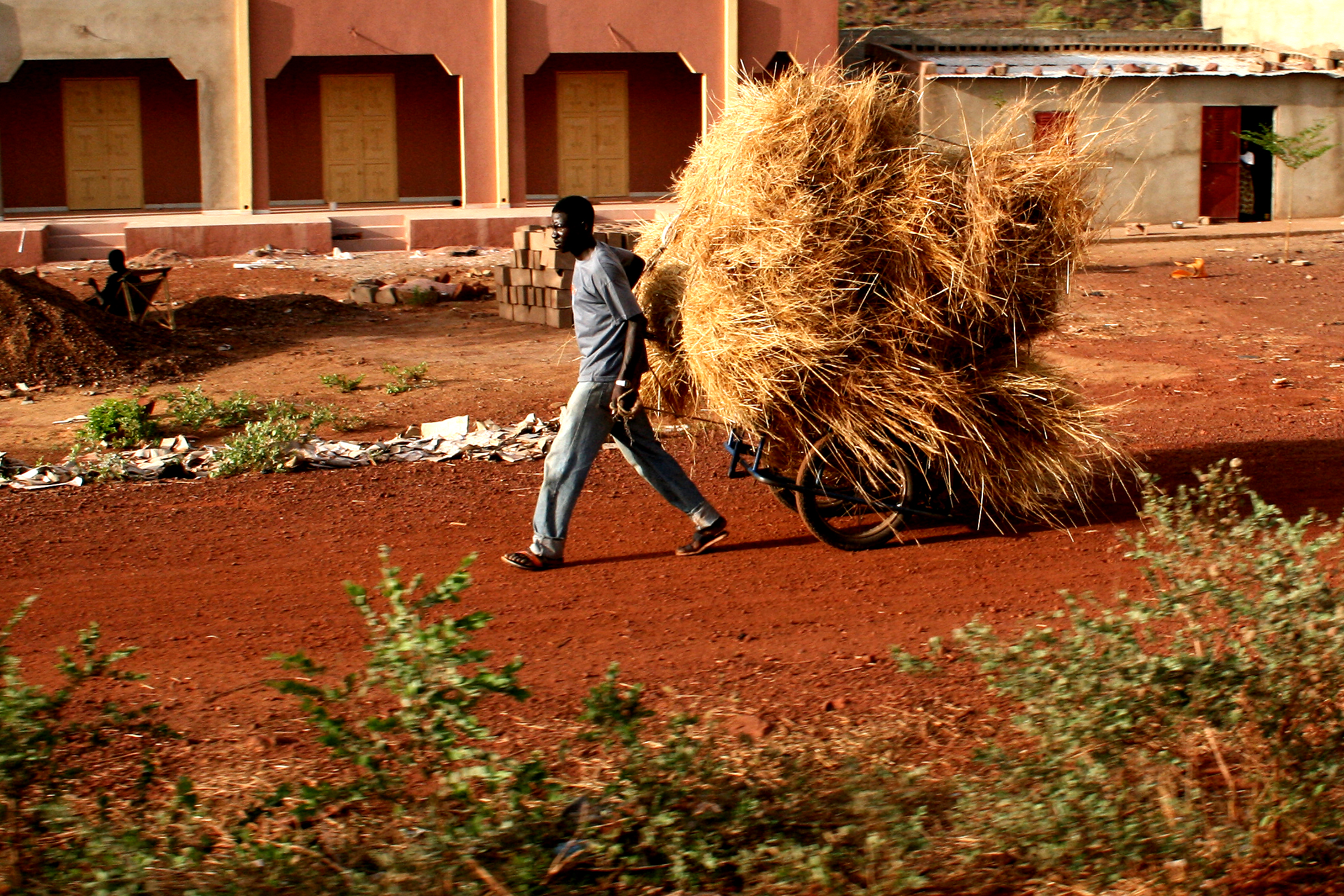
Porteiro acarretando feno

Em 1991, com a ajuda da Associação Internacional de Desenvolvimento, o país facilitou a implementação dos códigos de mineração, o que levou a um renovado interesse e investimento estrangeiro na indústria de mineração. O ouro é extraído na região sul, onde tem a terceira maior produção de ouro na África (depois de África do Sul e Gana). O surgimento de ouro como o principal produto de exportação em 1999 ajudou a atenuar o impacto negativo da crise do algodão e da Costa do Marfim. Outros recursos naturais são: o caulim, o sal, o fosfato e o calcário.
A eletricidade e a água são mantidas por Energie du Mali (EDM), e os têxteis são produzidos pela Indústria Têxtil do Mali, ou ITEM. Mali faz o uso eficiente da hidroeletricidade, que produz mais de metade do país. Em 2002, 700 kWh de uma usina hidrelétrica foram geradas no país.

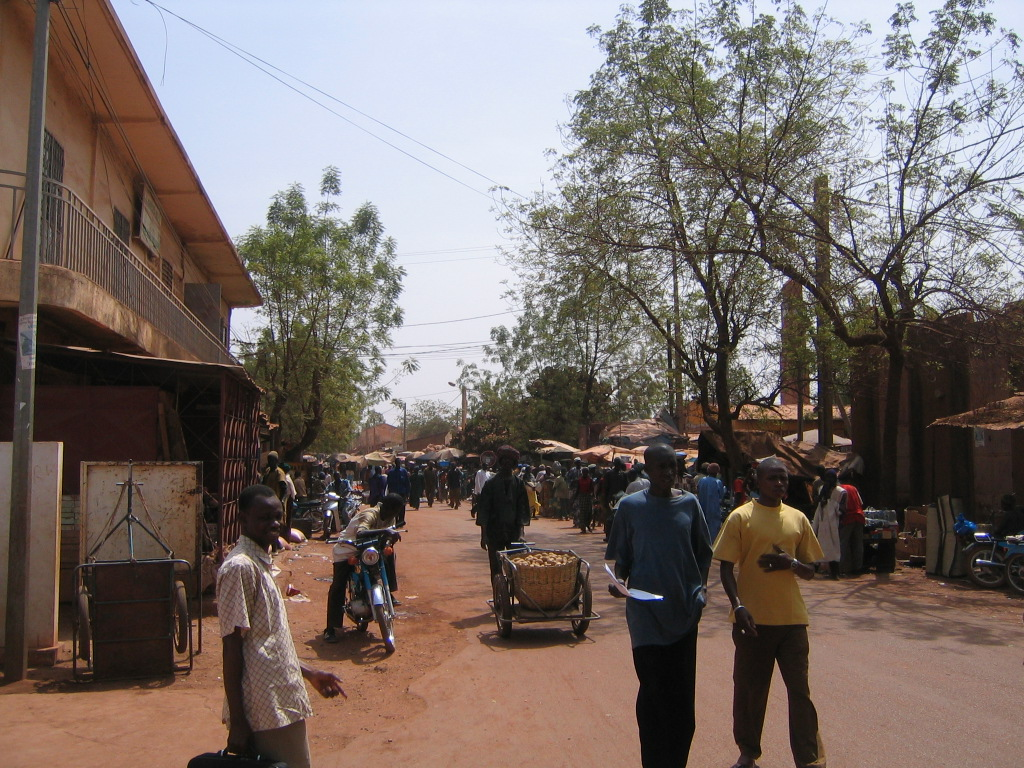
Mercado em Kati

O governo participa do envolvimento estrangeiro, incluindo o comércio e a privatização. O Mali começou sua reforma econômica na assinatura de acordos em 1988 com o Banco Mundial e Fundo Monetário Internacional. Entre 1988 e 1996, o governo maliense reformou empresas públicas em grande parte. Desde o acordo, 16 empresas foram privatizadas, 12 parcialmente privatizadas e 20 liquidadas. Em 2005, ao governo do Mali foi concedida uma empresa ferroviária ao Savage Corporation, com sede em Salt Lake City, Utah, Estados Unidos.
Os principais parceiros comerciais do Mali são a Costa do Marfim, a França, a República Popular da China e a Bélgica.

## Infraestrutura

### Energia
A eletricidade e a água são mantidas pela Energie du Mali (EDM), e os têxteis são gerados pela Industry Textile du Mali (ITEMA). O Mali faz uso eficiente da hidroeletricidade, que consiste em mais da metade da energia elétrica do Mali. Em 2002, cerca de 700 GWh de energia hidrelétrica foram produzidos no país.
A Energie du Mali é uma empresa de eletricidade que fornece eletricidade aos cidadãos maleses. Apenas 55% da população nas cidades tem acesso à energia elétrica.

## Cultura

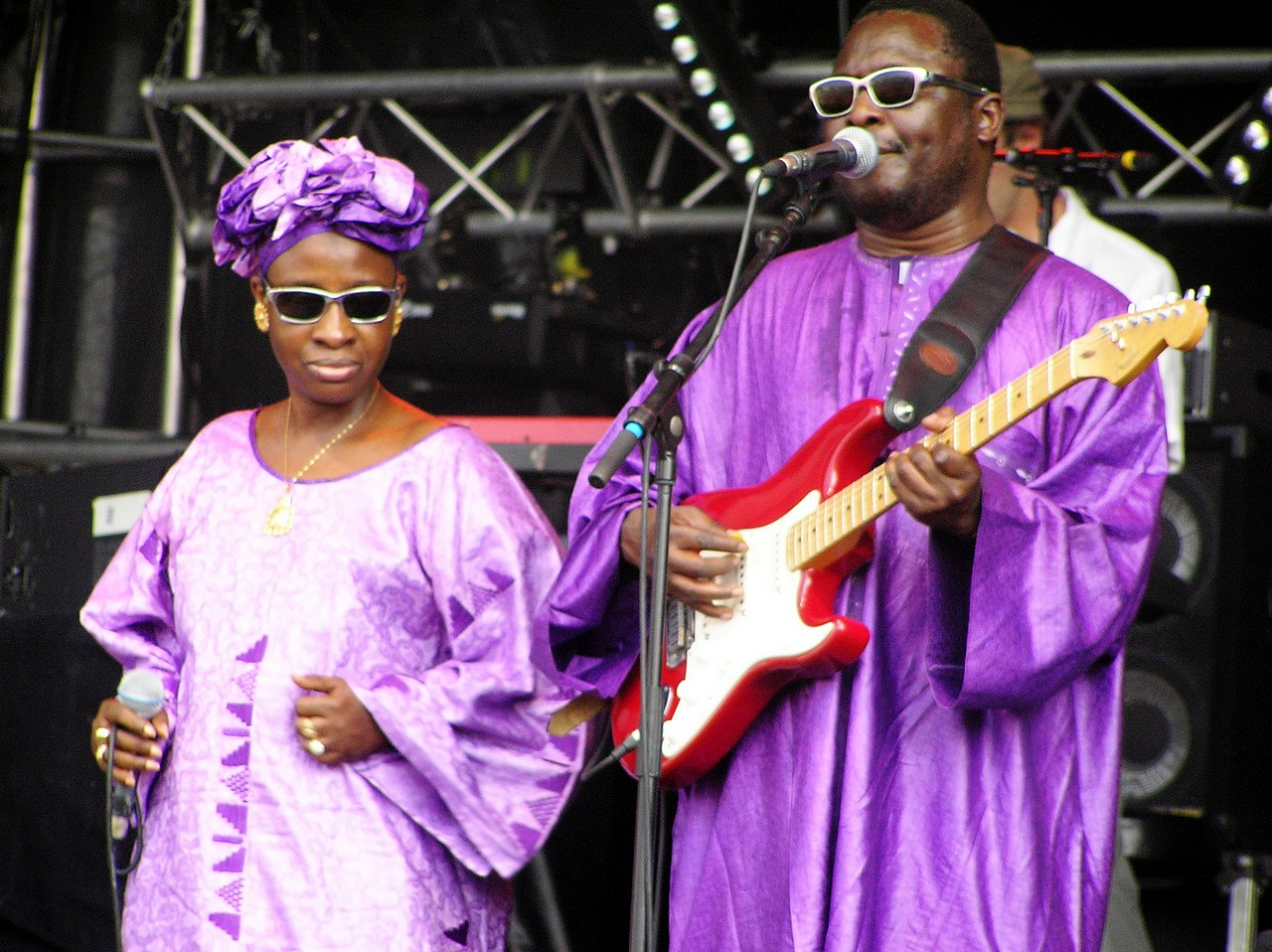
O dueto Amadou & Mariam é conhecido internacionalmente por fazer música combinando influências malienses e internacionais

As tradições musicais malianas derivam de griots (ou Djeli), conhecidas como "Guardiões da Memória", que exercem a função de transmitir a história de seu país. A música do Mali é diversificada e possui diferentes gêneros. Alguns músicos são influentes são Toumani Diabaté e Mamadou Diabaté, intérpretes de um instrumento musical chamado corá; o guitarrista Ali Farka Touré, que combinava a música tradicional do Mali com um gênero vocal denominado blues; grupos musicais tuaregue como Tinariwen e Tamikrest e artistas como Salif Keita, Amadou & Mariam, Oumou Sangaré, Habib Koité, entre outros.
Embora a literatura deste país seja menos conhecida do que sua música, Mali tem sido um dos centros intelectuais mais ativo da África. A tradição literária maliense é divulgada principalmente de maneira oral, com jalis recitando ou cantando histórias de memória. Amadou Hampâté Bâ, seu historiador mais conhecido, passou grande parte de sua vida a escrever estas histórias para o mundo as conservasse. A novela mais conhecida de um autor maliense é Le Devoir de violence, escrito por Yambo Ouologuem, que, em 1968, ganhou o Prêmio Renaudot, mas seu legado foi danificado por acusações de plágio. Outros escritores conhecidos são Baba Traoré, Modibo Sounkalo Keita, Massa Makan Diabaté, Moussa Konaté e Fily Dabo Sissoko.
A variada cultura diária dos malienses reflete a diversidade étnica e geográfica do país. A maioria de seus habitantes usa trajes coloridos e fluídos chamados de boubou, típico da África Ocidental. Os malienses participam frequentemente de festas, bailes e celebrações tradicionais. O arroz e milho são importantes na cozinha do pais, que se baseia principalmente em grãos de cereais. Os grãos são geralmente preparados com salsas feitas de folhas, como o espinafre ou o baobab, com tomate ou com salsa de mani, podendo estar acompanhados de carne assada (tipicamente frango, cordeiro, vaca e cabra). A cozinha do Mali varia regionalmente.

### Esportes

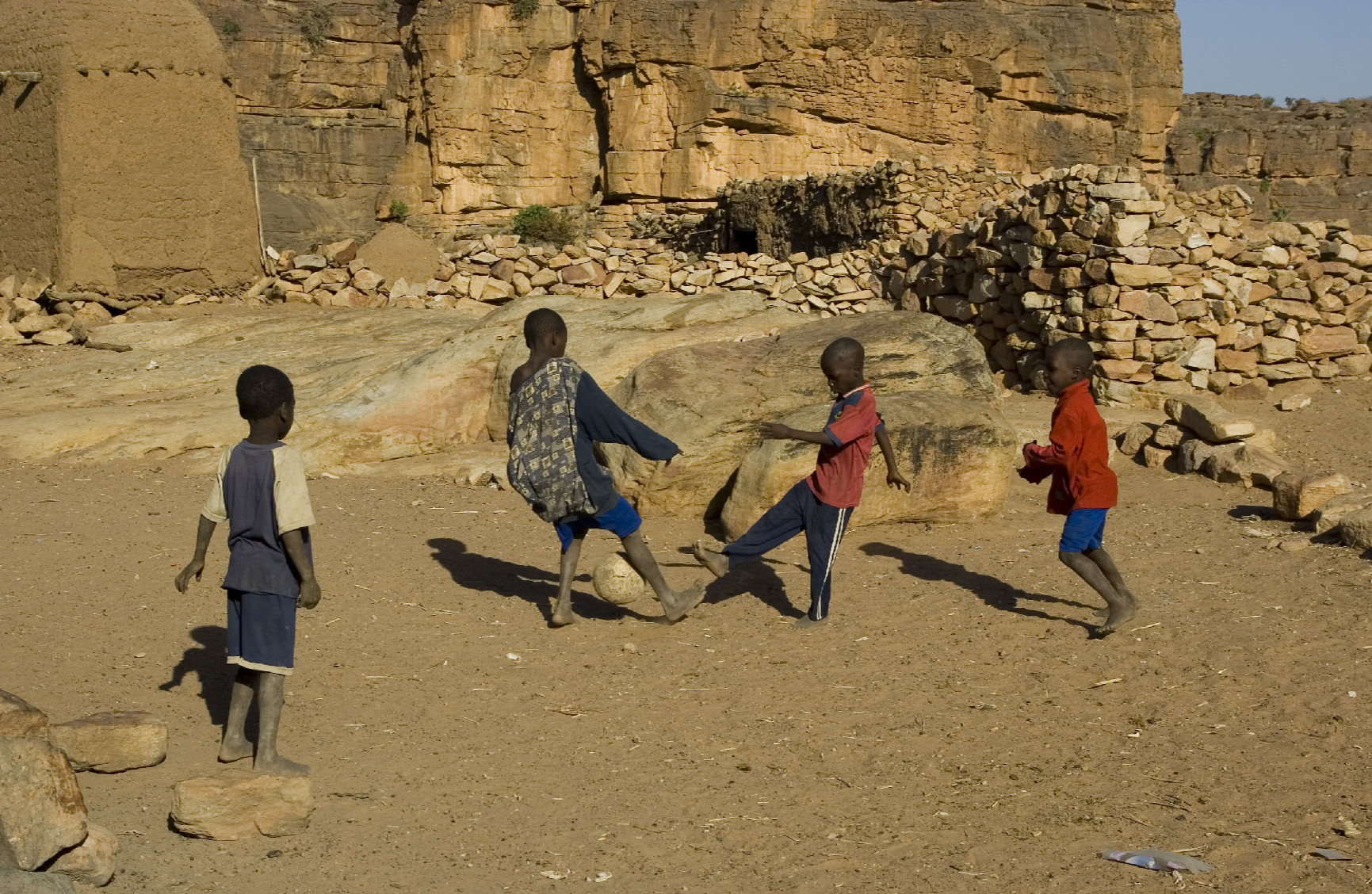
Crianças malienses jogando futebol numa aldeia da tribo dogon

O esporte mais popular no Mali é o futebol, que cobrou maior importância desde o país sediou a Copa das Nações Africanas de 2002. A maioria das cidades tem competições e as equipes nacionais mais populares são o Djoliba AC, o Stade Malien e o Real Bamako, todos com sede na capital nacional. As partidas nacionais são jogadas frequentemente por jovens, usando bolas de trapo. O país tem fornecido vários jogadores notáveis a equipes europeias. A Seleção Malinesa de Futebol nunca se classificou para uma Copa do Mundo FIFA, mas suas melhores campanhas são um vice-campeonato no Campeonato Africano das Nações de 1972 e três títulos da Copa Amílcar Cabral (1989, 1997 e 2007). O basquete é outro esporte importante no Mali; a Seleção feminina de basquete, liderada por Hamchetou Maiga, jogadora do Sacramento Monarchs, competiu nos Jogos Olímpicos de Pequim de 2008. A luta (la lutte), também é um jogo praticado habitualmente, ainda que nos últimos anos a sua popularidade venha diminuindo. O oware, uma variante de mancala, também é um passatempo comum.

### Festividades
| Data                  | Festividade                       | Nome local (Francês)              | Nome local (Bambara)                       | Observação                                                                     |
| --------------------- | --------------------------------- | --------------------------------- | ------------------------------------------ | ------------------------------------------------------------------------------ |
| 1 de janeiro          | Ano novo                          | Jour de l'an                      | San kura                                   |                                                                                |
| 20 de janeiro         | Festa do exército                 | Fête de l'armée                   | Sɔrɔdasi ka parti                          |                                                                                |
| As datas podem variar | Começo do Ramadã                  | Début du Ramadan                  | Ramadan daminɛ                             | Começo de um período de 30 dias de jejum, caridade e oração para os muçulmanos |
| As datas podem variar | Domingo de Páscoa                 | Dimanche de pâques                | Paskɛli dimansila                          |                                                                                |
| As datas podem variar | Noite do Destino (Laylat al-Qadr) | Nuit du Destin (Laylat al-Qadr)   | Su min bɛ wele ko Destiny (Laylat al-Qadr) | Acontece entre o dia 26 e 27 do Ramadã                                         |
| As datas podem variar | Fim do Ramadã (Eid al-Fitr)       | Fin du Ramadan (Eid al-Fitr)      | Ramadan laban (Eid al-Fitr)                | Fim do período de 30 dias de jejum e oração.                                   |
| As datas podem variar | Festa do Sacrifício (Eid ul-Adha) | Fête du sacrifice (Eid ul-Adha)   | Sarakabɔ seli (Eid ul-Adha)                | Comemora-se o sacrifício de Ismael, filho de Abraão                            |
| As datas podem variar | Hégira (Ano Novo Islâmico)        | Higira (Nouvel An islamique)      | Higira (Silamɛya san kura) .               | Comemora-se o início do Calendário Islâmico                                    |
| As datas podem variar | Ashura                            | Achoura                           | Ashura ye                                  | décimo dia do Moarrão no Calendário Islâmico                                   |
| As datas podem variar | Aniversário do Profeta (Mawlid)   | Anniversaire du Prophète (Mawlid) | Kira ka wolodon (Mawlid)                   | Comemora-se o aniversário do Profeta Maomé.                                    |
| 26 de março           | Dia dos mártires                  | Journée des Martyrs               | Martyrs ka don                             | Queda do regime do general Moussa Traoré.                                      |
| 1º de maio            | Dia do trabalho                   | Fête du travail                   | Baarakɛlaw ka don                          |                                                                                |
| 25 de maio            | Dia da África                     | Fête de l'Afrique                 | Afiriki don                                | Dia da criação da Organização da Unidade Africana (hoje União Africana).       |
| 22 de setembro        | Dia da independência              | Jour de l'Indépendance            | Yɛrɛmahɔrɔnya don                          | Independência da França em 1960.                                               |
| 25 de dezembro        | Festa do Natal                    | Noël                              | Noɛli seli                                 | Nascimento de Jesus Cristo.                                                    |